# Hassan Bosso
Pour les articles homonymes, voir Bosso.
Hassan Bosso (né le 10 septembre 1969) est un athlète nigérian.

## Palmarès
| Date | Compétition                   | Lieu      | Résultat | Épreuve   | Performance   |
| ---- | ----------------------------- | --------- | -------- | --------- | ------------- |
| 1986 | Championnats du monde juniors | Athènes   | 7e       | 4 x 400 m | 3 min 8 s 96  |
| 1990 | Championnats d'Afrique        | Le Caire  | 1er      | 4 x 400 m | 3 min 4 s 77  |
| 1991 | Jeux africains                | Le Caire  | 2e       | 4 x 400 m | 3 min 3 s 72  |
| 1992 | Jeux olympiques               | Barcelone | 5e       | 4 x 400 m | 3 min 1 s 771 |
| 1993 | Championnats d'Afrique        | Durban    | 2e       | 4 x 400 m | 3 min 6 s 3   |